# Путту
Путту (малаял. പുട്ട്, в.-пандж. ਪੁੱਟੂ, синг. පිට්ටු, там. பிட்டு) — традиционное блюдо индийских регионов Керала, Тамилнад, Карнатака, а также Шри-Ланки, подаётся на завтрак. Название puttu или pittu переводится с тамильского как «порционный». Блюдо представляет собой цилиндр из пропаренного клейкого риса, обваленный в тертом кокосе. Путту особенно популярно в индийском штате Керала и на Шри-Ланке, его подают с пальмовым сахаром, нутовым карри или бананами. В северной Каннаде его подают с гхи, мясным супом пайа или карри из баранины. В Керале блюду присвоен статус национального.

## Состав
Путту готовится из грубо промолотого риса, тёртого кокоса и воды. Часто рис сдобривают зирой или другими специями. На Шри-Ланке обычно готовят блюдо из пшеничной муки или муки красного риса без добавления зиры. В северной Карнатаке в смесь добавляют масала с ароматизированной бараниной или креветками стружкой кокоса.

## Приготовление
Путту готовится посредством пропаривания риса. Перед пропариванием в рис добавляется вода для рис с кокосом достижения мягкой, эластичной консистенции и специи.
Для приготовления блюда используется специальная стальная пароварка путту кутти (puttu kutti), разделенная на две части. В нижнюю часть наливается вода, а в верхнюю укладывают слоями рисовая масса и тёртый кокос. После чего рис с кокосом пропаривают.
Другие виды пароварок совмещают в себе стальную нижнюю часть и отделения для риса, сделанные из бамбука или кокосовой скорлупы. Традиционно путту кутти изготовлялись из кокосовой скорлупы, к которой сверху крепились бамбуковые стержни.
Также путту готовят в своеобразных глубоких сковородах с решетчатой крышкой, скороварках и, на Малайском архипелаге, в полых стеблях бамбука.

## Подача
Часто путти подается с жидкими блюдами, например, различными карри (куриным, нутовым, рыбными и т. д.) и чечевичными лепёшками пападам. Также путту обычно подается с бананами, манго, джекфрутом и плантаном. В некоторых регионах Кералы его подают со сладким чёрным кофе. В Тамилнаде путту сервируют тёртым кокосом, пальмовым или тростниковым сахаром, или сладким кокосовым молоком. В Шри-Ланке путту обычно едят вместе с карри с требухой, мясным или рыбным карри, кокосовым молоком и острым соусом самбал.

## Варианты

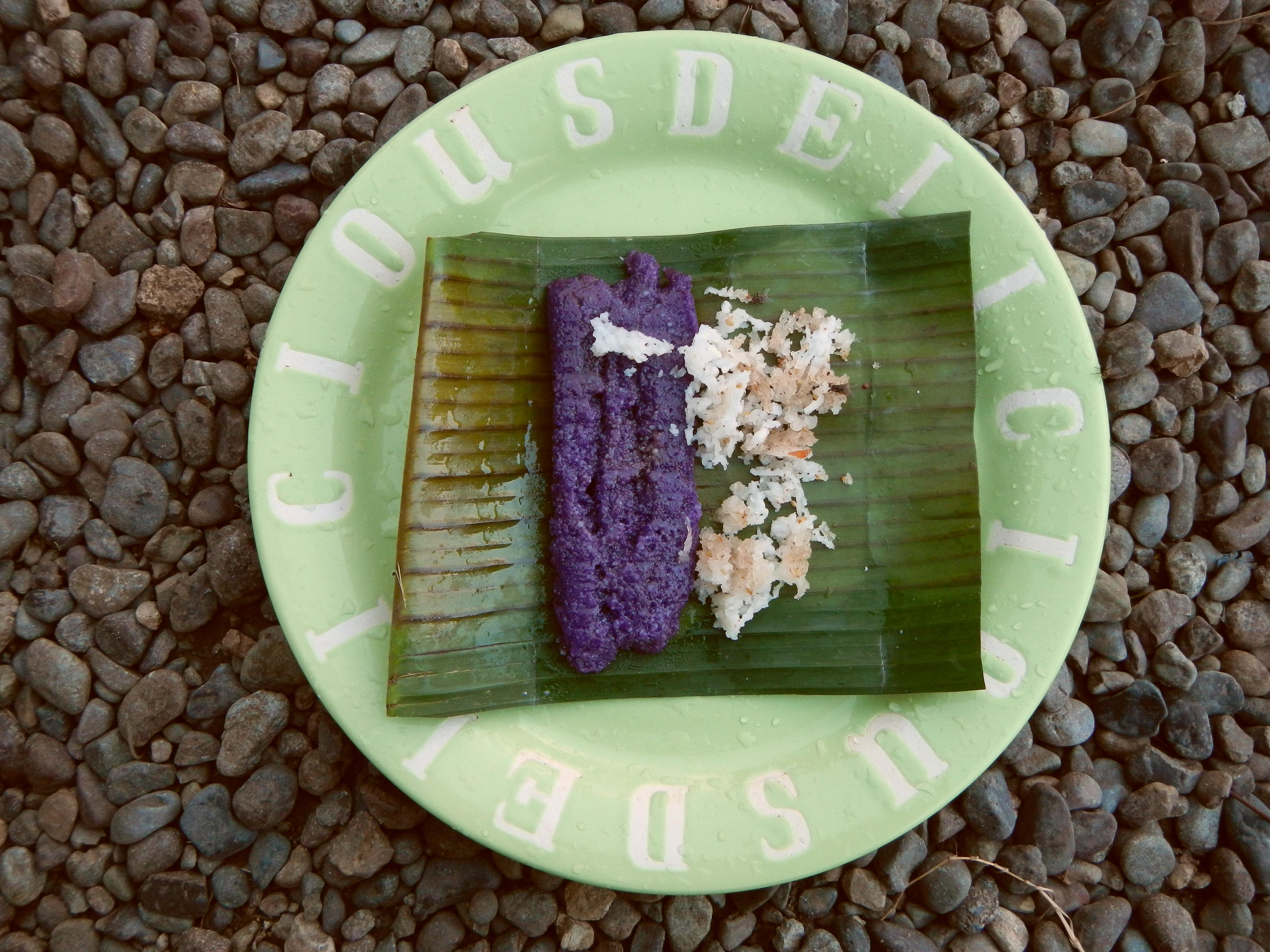
Путо бумбонг, приготовленный на Филиппинах

Существуют варианты приготовления путту из пшеничной или кукурузной муки и тапиоки. Слои тёртого кокоса также заменяются яйцами карри или бананами. Не всегда путту готовят цилиндрической формы, в круглом виде блюдо называется манипутту.
В морских регионах юго-восточной Азии путту обычно готовят в полых бамбуковых стержнях. В Индонезии такое блюдо называется куе путту, на малайском языке — путу бамбу, а на тагальском — путо бумбонг. В этом регионе принято готовить путту из рисовой муки, окрашенной пандановыми листьями, с начинкой из пальмового сахара, пропаривая пирожок в бамбуковых трубках. Подают этот вариант с кусочками свежего кокоса. В Индонезии куе путту часто продаются на улицах вместе с рисовым пирогом клепон, который фактически представляет собой куе путту круглой формы.
На Маврикии путту также известен, его продают уличные торговцы, там он считается легкой закуской. Состав блюда такой же: рисовая мука, сахар и сухая кокосовая стружка. Готовится путту в металлических пароварках.